# 120 mm moździerz MO-120-RT-61
MO-120-RT-61 – francuski moździerz kalibru 120 mm produkowany przez firmę Thomson-Brandt Armements. Na uzbrojeniu armii francuskiej od lat 60 XX w.
W położeniu bojowym bruzdowana lufa moździerza opiera się na trójkątnej płycie oporowej i osi kół, do której zamocowany jest mechanizm podniesieniowy. Moździerz holowany jest za zaczep przymocowany do wylotowej części lufy.
Z moździerza można wystrzeliwać następujące pociski o stabilizacji obrotowej:
- PR-14 - pocisk odłamkowo-burzący o masie 15,7 kg i donośności 8135 m.
- PRPA - pocisk odłamkowo-burzący z dodatkowym napędem rakietowym o masie 15,7 kg i donośności 13 000 m.
- pocisk oświetlający o masie 15,3 kg i donośności 7900 m.

W przypadku braku francuskiej amunicji stabilizowanej obrotowo mogą być stosowane pociski stabilizowane brzechwowo.